# Campo del Patronato Obrero (Sevilla)
El Campo del Patronato Obrero, a veces también citado como Campo del Real Patronato Obrero o simplemente Campo del Patronato, fue un estadio de fútbol de la ciudad de Sevilla, España. Fue la sede del Real Betis Balompié entre 1918 y 1939.

## Historia
En mayo de 1918 el Ayuntamiento de Sevilla decidía ampliar la Feria de Abril con la urbanización de los terrenos del Prado de San Sebastián, que hasta entonces había utilizado el Real Betis Balompié como campo de juego. Para poder continuar con su actividad, el club consiguió que el consistorio le cediese una parcela situada a escasos metros de allí, en unos terrenos conocidos como La Huerta del Fraile, en lo que actualmente es el barrio del Porvenir. Se trataba de una gran explanada sin urbanizar, situada entre la fábrica de la Unión Española (luego Cros), la Pirotecnia Militar y la barriada de casas baratas que en 1915 había empezado a edificar el Real Patronato Obrero.
El terreno de juego quedó delimitado, aproximadamente, por el rectángulo que actualmente forman las calles Diego de la Barrera, Felipe II, Ramón Carande y San Salvador. Debido a la escasez de recursos económicos del club, en la construcción del recinto se aprovecharon muchas infraestructuras del Campo de la Enramadilla, como las tablas de madera de color verde que cercaban el terreno de juego, lo que hizo que en sus primeros años el Patronato también fuese conocido popularmente como el Campo de las Tablas Verdes. La inauguración del nuevo campo tuvo lugar el 1 de noviembre de 1918, en un partido que enfrentó al Real Betis Balompié con su eterno rival, el Sevilla FC, que venció por 1-5.
Seis años después de su inauguración, las precarias estructuras de madera se encontraban en estado ruinoso. El entonces presidente del Real Betis Balompié, Ramón Navarro Cáceres, inició una reforma integral de las instalaciones, que supuso, a la práctica, la construcción de un nuevo estadio. El Correo de Andalucía, en su edición del 20 de septiembre de 1924, se hacía eco de las importantes reformas del Patronato: 

El Real Betis Balompié da los últimos toques a su amplio y hermoso campo. Dicho campo, operará tal metamorfosis, que de la nada –porque aquello daba pena de verlo- quedará transformado en uno de los mejores de España (...) El Campo estará circundado por una valla de material de ladrillo grueso, revestida por ambas caras de cemento, y tendrá una longitud de 145 metros de largo por 120 de ancho. Inmediato al campo de juego, irá una doble pista de bancos. Una magnífica caseta con dos plantas, alta y baja, ésta con su hall de entrada y departamentos para los equipos, a los lados provistos de lavabos, duchas, etc, quedará instalada en el promedio de la entrada de Preferencia y desde ella hasta las puertas de goal, tribunas de cuatro escalones de 46 metros de longitud. Reservada para los socios se hará otra gran Tribuna ante la caseta mencionada. Las tribunas establecidas en las líneas de goal, o sea, entre los corners de Preferencia y los puntos de goal, medirán 24 metros.
El Correo de Andalucía (20/09/1924)

Finalizadas las obras de remodelación, el campo fue reinaugurado el 13 y 14 de diciembre de 1924, con un doble encuentro amistoso entre el Real Betis Balompié y la US Sants de Barcelona. Es a partir de ese momento cuando el recinto empezó a ser conocido, oficialmente, como el Campo del Patronato. 
Entre 1928 y 1929, bajo la presidencia de Ignacio Sánchez Mejías, el estadio sufrió una nueva remodelación, a cargo del arquitecto Francisco Pérez Bergali. Entre otras mejoras, se instaló un marcador con cronómetro y se construyó una tribuna cubierta, que amplió el aforo del recinto hasta los 9.000 espectadores. En esta misma época se construyeron, de forma anexa a la tribuna del gol norte, las pistas de la sección de tenis del club. Dichas instalaciones, gestionadas por el Real Club de Tenis Betis –sociedad hoy independiente del Real Betis Balompié, son la única parte del complejo deportivo del Patronato Obrero que siguen existiendo en la actualidad.
A partir de esta última remodelación, el Campo del Patronato Obrero se convirtió en el escenario de la primera época dorada del Real Betis Balompié: en 1928, se proclamó campeón de Andalucía; en 1929 empezó su andadura en la liga de Segunda División; en 1931 se convirtió en el primer equipo andaluz en jugar una final de Copa de España; en 1932 celebró sus Bodas de Plata; esa misma temporada se proclamó campeón de Segunda División, logrando su primer ascenso a Primera; y, finalmente, la temporada 1934/35, conquistó su primer y hasta la fecha único título liguero. El Campo del Patronato fue clave en la consecución del título, ya que los verdiblancos solo cedieron dos puntos en los once partidos que jugaron en casa.
En 1936 el Real Betis Balompié negoció con el Ayuntamiento de Sevilla el traslado al Stadium de la Exposición (actual Estadio Benito Villamarín), que había sido construido con motivo de la Exposición Iberoamericana de 1929. El cambio de estadio fue motivado, por una parte, por los problemas económicos que atravesaba la entidad verdiblanca y, por otra parte, por la necesidad que tenía el Ayuntamiento de encontrarle un uso a un equipamiento que había quedado abandonado tras la Exposición Iberoamericana. Así lo justificaba el secretario del club, Francisco Fernández, en una entrevista concedida a El Correo de Andalucía, el 13 de mayo de 1936: "Tras el Campeonato de la Copa de España, para ayudar a paliar la difícil situación económica del Club se consideraría premisa necesaria -al igual que el traspaso de jugadores importantes– marchar hacia un nuevo espacio deportivo, más moderno y con mayor cabida, en el que tal vez se pudieran realizar otras disciplinas deportivas, para así popularizar el fútbol y todos los deportes, llegando hasta la masa".
El 16 de julio de 1936, un día antes del estallido de la guerra civil española, el Real Betis Balompié firmó un acuerdo con el Ayuntamiento de Sevilla para la cesión, inicialmente por diez años, del Stadium de la Exposición. A cambio, los béticos cedieron el Campo del Patronato a la Federación Cultural Deportiva Obrera. El traslado, sin embargo, no pudo hacerse efectivo hasta tres años después, debido a la Guerra Civil. Tras la contienda, el Real Betis Balompié todavía jugó algunos partidos en el Campo del Patronato y en el Estadio de Nervión, antes de inaugurar oficialmente el remozado Estadio de Heliópolis, el 12 de marzo de 1939.
En 1974, sobre el terreno en que se había levantado el Campo del Patronato, se construyeron las cocheras de la empresa pública de autobuses, TUSSAM, que ocuparon este espacio hasta el año 2002, cuando fueron derribadas tras su traslado. Tras varios años de abandono de los terrenos, en 2006, en una de las parcelas fue construido el colegio público Maestra Isabel Álvarez. En el resto del terreno del que fuera Campo del Patronato Obrero se han construido 245 viviendas de protección oficial.